# Poiana Mare
Poiana Mare är en kommun i Dolj i Rumänien, med ett isolerat läge på landsbygden. Orten har 10 381 invånare (2011). 
Poiana Mare är känt för sitt mentalsjukhus som tidigare använts som ett tyskt koncentrationsläger.
Under 1995 dog 25 patienter av undernäring.
Under 2009 skickade "Interrights" in en ansökan med klagomål på institutionen till EU-domstolen. Orsaken var att 155 patienter dog på sjukhuset under 2002-2003, och ytterligare 28 personer dog under de första fem månaderna 2004. År 1990 befriades 87 barn från Poiana Mare av Henrik Habo. Barnen hade hållits inlåsta där under hela sin barndom. De hade vittnat om hur flera barn omkommit på sjukhuset på grund av vanvård. 18 barn kom inte ut till friheten 1990. De bodde i en annan byggnad och var inte registrerade så officiellt existerade de inte. Under 1998 hade sjukhuset 200 brottslingar, 300 psykiskt handikappade (inklusive de 18 barn som inte kom ut) och 500 hemlösa. Under juni 2006 stod det i en artikel att ledningen på sjukhuset byttes när ytterligare ett 10-tal patienter omkommit under mystiska omständigheter.  Under 2006 hade sjukhuset 433 inlagda patienter.